# Objecte eternament col·lapsant
Un objecte eternament col·lapsant (també coneguts per les sigles en anglès ECO), és una hipotètica estrella compacta tan calenta que la seva radiació l'ajudaria a romandre així a pesar de la intensa atracció de la gravetat, en ser tan compactes, els ECOs imitarien els forats negres matemàtics, i serien un proposta alternativa als forats negres, fou proposada per Abhas Mitra el 1998. Mitra proposà de manera ostensiva que els forats negres no es podien formar a partir del col·lapse gravitatori esfèricament simètric d'una estrella. Basant-se en això, argumentà que el col·lapse hauria d'estar desaccelerat fins a pràcticament aturar-se per la pressió de radiació.

## Objecte magnetosfèric eternament col·lapsant
Els objectes magnetosfèrics eternament col·lapsants (també conegut per les sigles en anglès MECO) serien una variant dels ECO i conformarien una proposta alternativa al forat negre proposada per Darryl Leiter i Stanley Robertson.
Una diferència observable proposada entre un MECO i un forat negre és que el MECO pot produir el seu propi camp magnètic. Un forat negre sense càrrega no pot produir el seu propi camp magnètic, però si que ho pot fer el seu disc d'acreció. L'astrònom Rudolph Schild afirma haver trobat proves d'aquest camp magnètic en el candidat a forat negre del Q0957+561.
Ni els ECOs ni els MECOs tenen una acceptació significativa dels científics; Gerry Gilmore del institut d'astronomia de la Universitat de Cambridge ha afirmat que el concepte és amb quasi total certesa equivocat, i el matemàtic Chris Hillman afirma que és decidídament erroni. Les proves de Mitra que afirmen que els forats negres no es poden formar es basen en l'argument que per tal que es formi un forat negre, la matèria col·lapsant ha de viatjar més ràpidament que la velocitat de la llum amb respecte a un observador fix. Paulo Crawford i Ismael Tereno han citat aquest fet com un exemple d'una visió àmpliament estesa i errònia, i expliquen que per tal que el marc de referència sigui vàlid, l'observador ha d'estar movent-se en sincronia amb l'interval temporal de la línia d'univers. Al costat o dins de l'horitzó d'esdeveniments d'un forat negre, no és possible que l'observador romangui fix; tot observador seria atret al forat negre.